# Lukáš Dostál
Lukáš Dostál (Brno, República Checa, 22 de junio de 2000) es un jugador profesional checo de hockey sobre hielo que se desempeña en la posición de guardameta en Anaheim Ducks, equipo de la National Hockey League (NHL).

## Carrera
Fue seleccionado en la tercera ronda en la NHL Entry Draft de 2018. En 2021 hizo su debut profesional con el equipo Anaheim Ducks, donde lleva jugando tres temporadas.